# 20.000 dollari sul 7
20.000 dollari sul 7 è un film western del 1967 diretto da Alberto Cardone (accreditato come Albert Cardiff).